# Sorrentinos
Sorrentinos são um tipo de ravióli argentino, porém maiores, mais circulares e originalmente enrolados sem borda canelada. A massa é feita com farinha e ovos, e o recheio da receita original é de presunto York e mussarela.

## História

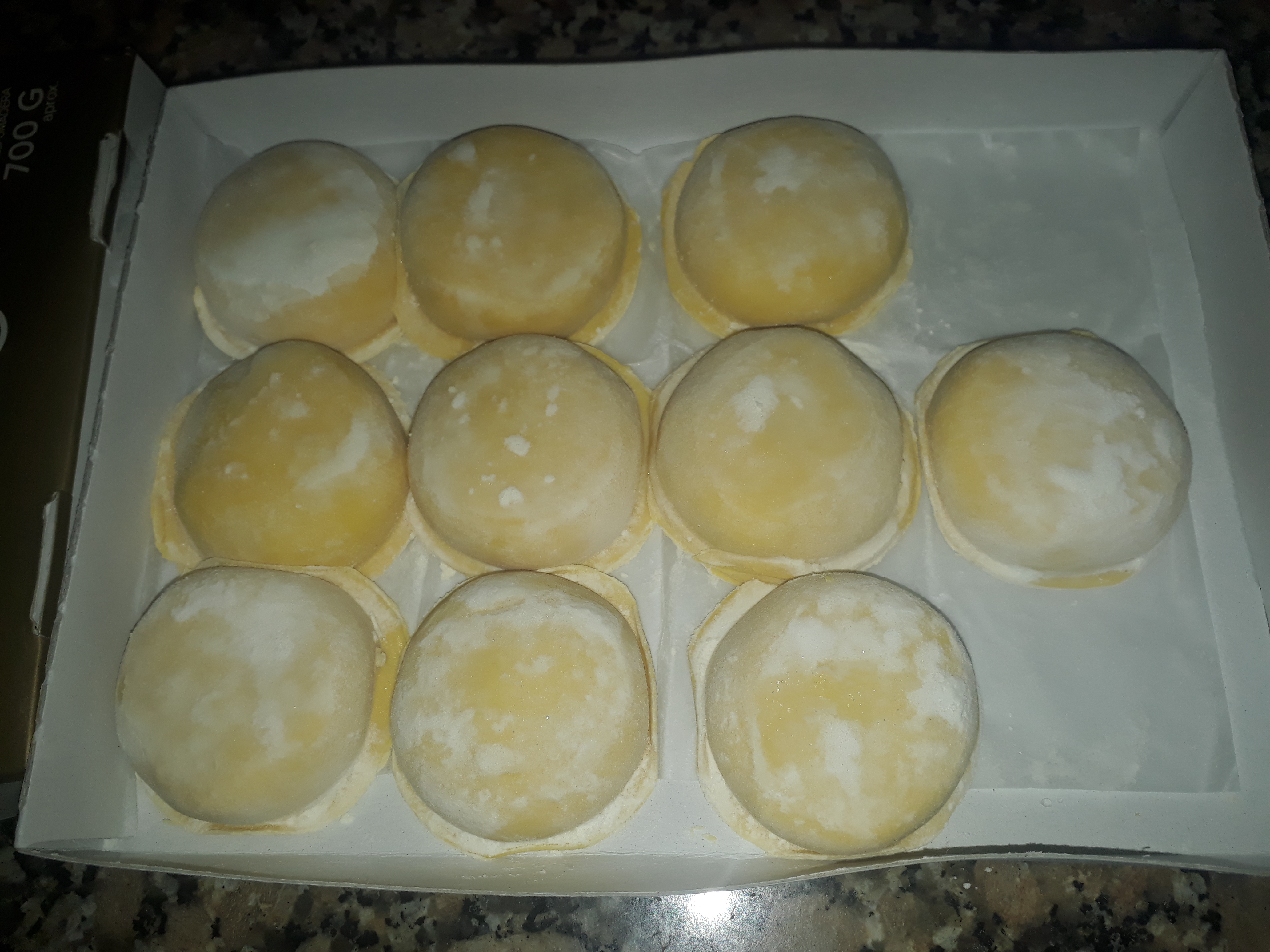
Sorrentinos frescos sem borda canelada, conforme receita original

O chef ítalo-argentino Donato Di Santis diz que os sorrentinos não são uma massa italiana e quase certamente têm origem na região do Rio de La Plata . Acredita-se que os sorrentinos sejam uma derivação local do italiano ravioli capresi, cuja massa é elaborada com farinha, água e azeite, enquanto o recheio é feito com queijo caciotta, aromatizado com orégano.
A maioria das fontes aponta para um imigrante italiano de Sorrento, Rosalía Pérsico ou seu filho Cayetano Pérsico, que criou esta massa enquanto trabalhava em uma famosa trattoria de Mar del Plata, enquanto outras fontes afirmam que eles se originaram em outro restaurante em Mar del Plata chamado Sorrento. Há uma versão ligeiramente diferente da história posterior, na qual um chef de Mar del Plata fez os primeiros sorrentinos em um restaurante de Buenos Aires cujo nome também é Sorrento. Argentino "Chiche" Véspoli, outro imigrante de Sorrento, foi o dono do primeiro restaurante a servir o prato, e reconhecido como tal pelas autoridades de Sorrento e pelo capítulo do Lions Clube de Sorrento.

## Ingredientes
A massa é feita com farinha e ovos, e têm recheios variados que podem combinar mussarela, ricota, presunto York, espinafre, abóbora, acelga, cebola caramelizada ou nozes. Existem variantes que acrescentam peixe, ervas e azeitonas ao recheio, como o salmão misturado com alecrim ou o atum com salsa e azeitonas. O uso de aves domésticas não é incomum. Na receita original, a massa era moldada com a borda de um copo. Há receitas sem glúten e veganas, com a massa feita de farinha de arroz, água e óleo. O molho para Sorrentinos na receita original é o "molho de Véspoli", uma mistura de queijo derretido, espinafre e manjericão.